# Giocata dell'anno della NFL
La Giocata dell'anno della NFL (ovvero NFL Play of the Year) e presentato nel corso degli anni come Bridgestone Performance Play of the Year, Clutch Performance Play of the Year e NFL Gen Stats Moment of the Year è un premio che viene assegnato dalla National Football League (NFL) ai giocatori che hanno fatto la migliore giocata dell'intera stagione.
Istituito a partire dalla stagione 2011, il premio viene consegnato durante gli NFL Honors che si tengono nella settimana precedente il Super Bowl e dalla stagione 2012 a quella 2021 è stato sponsorizzato da Bridgestone.

## Albo d'oro
| Stagione | Giocatore/i (Squadra)                                                         | Partita                                                                       | Giocata                                             | Giocata | Giocata                                     | Nota        |
| Stagione | Giocatore/i (Squadra)                                                         | Partita                                                                       | Nomignolo                                           | Descrizione | Video                                       | Nota        |
| -------- | ----------------------------------------------------------------------------- | ----------------------------------------------------------------------------- | --------------------------------------------------- | --- | ------------------------------------------- | ----------- |
| 2011     | Randall Cobb ( Green Bay Packers)                                             | 8 settembre 2011 New Orleans Saints @ Green Bay Packers Lambeau Field         | -                                                   | Cobb ritornò in touchdown un kickoff con una corsa da 108 yard. | Video, su YouTube.                          | [ 2 ] [ 3 ] |
| 2012     | Ray Rice ( Baltimore Ravens)                                                  | 25 novembre 2012 Baltimore Ravens @ San Diego Chargers Qualcomm Stadium       | 4th and 29 o Hey, Diddle, Diddle Rice Up The Middle | Sul 4° down e 29 yard da guadagnare, Rice ricevette un corto passaggio in avanti per correre e, superando svariati avversari, chiudere il down. | Video, su YouTube.                          | [ 5 ]       |
| 2013     | Calvin Johnson ( Detroit Lions)                                               | 20 ottobre 2013 Cincinnati Bengals @ Detroit Lions Ford Field                 | -                                                   | Johnson fece una ricezione da touchdown in salto in end zone superando la marcatura di ben tre difensori. | Video, su YouTube.                          | [ 6 ]       |
| 2014     | Odell Beckham Jr. ( New York Giants)                                          | 24 novembre 2014 Dallas Cowboys @ New York Giants MetLife Stadium             | -                                                   | Beckham fece una ricezione da touchdown con presa ad una mano cadendo all'indietro, per altro contrastato scorrettamente dal difensore. Da molti è considerata la migliore presa di tutti i tempi. | Video 1, su YouTube. · Video 2, su YouTube. | [ 8 ]       |
| 2015     | Aaron Rodgers e Richard Rodgers ( Green Bay Packers)                          | 3 dicembre 2015 Green Bay Packers @ Detroit Lions Ford Field                  | Miracle in Motown                                   | Aaron Rodgers fece un passaggio dell'Ave Maria per Richard Rodgers che segnò il touchdown della vittoria. | Video, su YouTube.                          | [ 9 ]       |
| 2016     | Mike Evans ( Tampa Bay Buccaneers)                                            | 3 novembre 2016 Tampa Bay Buccaneers @ Atlanta Falcons Raymond James Stadium  | -                                                   | Evans fece una ricezione ad una mano saltando, con la palla alta e indietro rispetto alla sua posizione, e fu quindi capace istintivamente di mantenere i due piedi in campo essendo per altro colpito scorrettamente da un difensore. | Video, su YouTube.                          | [ 10 ]      |
| 2017     | Case Keenum e Stefon Diggs ( Minnesota Vikings)                               | 11 settembre 2017 Minnesota Vikings @ New Orleans Saints U.S. Bank Stadium    | Minneapolis Miracle                                 | Keenum lanciò un passaggio da touchdown di 61 yard a Diggs a tempo scaduto. Fu il primo touchdown vincente segnato nell'ultima giocata dell'ultimo quarto di una gara dei play-off nella storia NFL. | Video, su YouTube, a 10 min 54 s.           | [ 11 ]      |
| 2018     | Ryan Tannehill, Kenny Stills, DeVante Parker e Kenyan Drake ( Miami Dolphins) | 9 dicembre 2018 New England Patriots @ New England Patriots Hard Rock Stadium | Miracle in Miami                                    | Nell'ultima azione della partita i giocatori dei Dolphins fecero una serie di passaggi laterali che portarono al touchdown della vittoria a tempo scaduto. Fu la prima giocata con passaggi laterali che portò ad una vittoria dalla River City Relay del 2003. | Video, su YouTube.                          | [ 12 ]      |
| 2019     | Matt Haack e Jason Sanders ( Miami Dolphins)                                  | 1º dicembre 2019 Philadelphia Eagles @ Miami Dolphins Hard Rock Stadium       | Mountaineer Shot                                    | Il punter Haack lanciò un passaggiò da touchdown al kicker Sanders in un trick-play al quarto down di un drive. Fu il primo passaggio da touchdown per un kicker dal 1977. | Video, su YouTube.                          | [ 13 ]      |
| 2020     | Kyler Murray e DeAndre Hopkins ( Arizona Cardinals)                           | 15 novembre 2020 Buffalo Bills @ Arizona Cardinals State Farm Stadium         | Hail Murray                                         | Murray lanciò un passaggiò dell'ave maria da 43 yard nella end zone preso da Hopkins, contrastato da tre difensori, per il touchdown della vittoria. | Video, su YouTube.                          | [ 14 ]      |
| 2021     | Justin Tucker ( Baltimore Ravens)                                             | 26 settembre 2021 Baltimore Ravens @ Detroit Lions Ford Field                 | -                                                   | Tucker realizzò a tempo scaduto il field goal della vittoria da 66 yard, il più lungo nella storia NFL. La palla, prima di oltrepassare i pali, rimbalzò sulla traversa. | Video, su YouTube.                          | [ 15 ]      |
| 2022     | Justin Jefferson ( Minnesota Vikings)                                         | 13 novembre 2022 Minnesota Vikings @ Buffalo Bills Highmark Stadium           | -                                                   | Sul 4° down e 18 yard da guadagnare con i Vikings in svantaggio 23-27 e con meno di 2 minuti al termine della gara, Jefferson ricevette con una sola mano un passaggio da 32 yard da Kirk Cousins, contendendosi la palla con un avversario. La chiusura del down lasciò viva la possibilità dei Vikings di vincere la partita, cosa poi avvenuta dopo i tempi supplementari per 33-30.                                                                                    | Video, su YouTube.                          | [ 16 ]      |
| 2023     | CeeDee Lamb ( Dallas Cowboys)                                                 | 30 dicembre 2023 Detroit Lions @ Dallas Cowboys AT&T Stadium                  | -                                                   | Nel primo quarto di gara sul punteggio di 0-3 per i Lions, i Cowboys si ritrovarono con la palla sulle proprie 8 yard e con un 3° down da giocare e 13 yard da guadagnare. Il quarterback Dak Prescott rischiò di essere placcato nella propria end zone ma riuscì a svincolarsi dagli avversari e a lanciare per Lamb che ricevette sulla linea delle 50 yard e andò a segnare un touchdwon da 92 yard. La partita si concluse poi con la vittoria dei Cowboys per 20-19. | Video, su YouTube, a 0 min 20 s.            | [ 17 ]      |
| 2024     | Jayden Daniels ( Washington Commanders)                                       | 28 ottobre 2024 Chicago Bears @ Washington Commanders Northwest Stadium       | -                                                   | Il quarterback dei Commanders, con la squadra in svantaggio di tre punti a due secondi dal termine della gara, rovesciò l'esito della partita lanciando una hail mary da 52 yard ricevuta in meta da Noah Brown che segnò il touchdown della vittoria. | Video, su YouTube.                          | [ 18 ]      |